# Margret Weise
Margret Weise (* 1941 in Naumburg (Saale)) ist eine deutsche Keramikkünstlerin.

## Leben
Nach dem Abitur absolvierte Weise eine Lehre als Töpferin. Ab 1961 war sie als Töpfergesellin in Bürgel tätig. Von 1963 bis 1965 übte sie den Lehrberuf für theoretische und praktische Berufsausbildung im Töpferhandwerk aus. 1965 bestand sie die Meisterprüfung im Töpferhandwerk. Ab 1967 hatte Weise in Bad Kösen mit ihrem Ehemann Rolf-Rüdiger Weise ihre eigene Werkstatt. 1981 nahm sie am Internationalen Keramiksymposium in Römhild teil. Sie war von 1978 bis 1990 Mitglied des Verbands Bildender Künstler der DDR und u. a. 1972/1973 und 1987/1988 auf der VII. und X. Kunstausstellung der DDR in Dresden vertreten.
Ihre Werke werden sowohl durch eigene Ausstellungen als auch Ausstellungsbeteiligungen im In- und Ausland gezeigt. Ankäufe erfolgten zum Beispiel vom Keramik-Museum Berlin, dem Grassimuseum in Leipzig und der Staatlichen Galerie Moritzburg.
Weise lebt und arbeitet in Naumburg.

## Auszeichnungen und Stipendien (Auswahl)
- 1989 Sonderpreis/internationaler Wettbewerb Salzbrand/Koblenz
- 1990 Goldmedaille / XXX. Internationaler Wettbewerb Pro Tradino Italien
- 1997 Arbeitsstipendium des Landes Sachsen-Anhalt
- 2000 Preisträgerin des internationalen Wettbewerbs für postmoderne Keramik (dotiert mit 2000 Dollar) im kroatischen Varazdin[1]
- 2002 Arbeitsstipendium des Landes Rheinland-Pfalz[2]

## Ausstellungen (Auswahl)
- 1985 Galerie Theaterpassagen, Leipzig (mit Christel Seidel-Zaprasis)
- 2002 Ausgrabungen, Volks- und Raiffeisenbank Merseburg
- 2002 Plastiken, Niederlande, Galerie Rooy art
- 2003 Personalausstellung Bonn
- 2003 Auf tönernen Füßen, Galerie Dietz, Meckenheim[3]
- 2011 Kausalkette, Galerie im Wenzelsturm Naumburg[4]
- 2016 Margret Weise zum 75. Geburtstag, Keramik-Museum Berlin[5]